# 스톰 셀
《스톰 셀》(영어: Storm Cell)은 2008년에 공개된 미국의 액션 모험 스릴러 텔레비전 영화이다.

## 출연진
- 미미 로저스 - 에이프릴 역
- 로버트 멀로니 - 숀 역
- 앤드루 에얼리 - 트래비스 역
- 라이언 케네디 - 라이언 역
- 엘리스 러벡 - 데이나 역
- 마이클 아이언사이드 - 제임스 역
- 크리스티 딘즈모어 - 어린 에이프릴 역
- 라이언 그랜섬 - 어린 숀 역
- 맷 앤더슨 - 루 역
- 트레이시 트루먼 - 몰리 역
- 로저 해스킷 - 마이크 역
- 재클린 스튜어트 - 엘런 역

## 우리말 녹음
KBS 성우진
- 손정아 - 에이프릴(미미 로저스)
- 김세한 - 트래비스(앤드루 에얼리)
- 이근욱 - 제임스(마이클 아이언사이드) / 에이프릴와 숀의 아버지(로저 해스킷)
- 오세홍 - 숀(로버트 멀로니)
- 최문자 - 몰리 숙모(트레이시 트루먼) / 에이프릴와 숀의 엄마(재클린 스튜어트)
- 유동균 - 라이언(라이언 케네디)
- 김지혜 - 데이나(엘리스 러벡) / 어린 에이프릴(크리스티 딘즈모어)
- 곽윤상 - 루이스(맷 앤더슨) / 경찰 / TV 방송
- 방우호 - 데이나의 친구 / 경찰(숀 캠벨) / 라디오 방송
- 오인실 - 어린 션(라이언 그랜섬) / 데이나의 선생님(리앤 아다치) / 남자 아이 / 경찰 무전